# (32698) 1104 T-2
1104 T-2 (asteroide 32698) é um asteroide da cintura principal. Possui uma excentricidade de 0.12241660 e uma inclinação de 3.27470º.
Este asteroide foi descoberto no dia 29 de setembro de 1973 por Cornelis Johannes van Houten e Ingrid van Houten-Groeneveld e Tom Gehrels em Palomar.